# 上峰水泥
甘肃上峰水泥股份有限公司（深交所：000672，英文：GANSU SHANGFENG CEMENT CO., LTD，简称：上峰水泥），成立于1978年8月，是中国深圳证券交易所的一家上市公司，主要从事水泥熟料、水泥、水泥制品的生产和销售。2009年，公司旗下“上峰”水泥商标被国家工商总局认定为中国驰名商标。
2013年4月26日，公司重组原甘肃白银铜城商厦（集团）股份有限公司，“上峰水泥”取代“*ST铜城”登陆深圳证券交易所A股市场。
2017年，公司实现营业收入45.88亿元人民币，同比增长57%；实现净利润7.92亿元，同比增长445%。
2018年5月，公司因环保信息披露问题涉嫌信息披露违法违规，被中国证监会甘肃监管局处以40万元罚款。

## 控股公司
上峰水泥现有控股公司10家：
- 铜陵上峰水泥股份有限公司
- 怀宁上峰水泥有限公司
- 浙江上峰建材有限公司
- 颍上上峰水泥有限公司
- 台州上峰水泥有限公司
- 江苏上峰水泥有限公司
- 博乐市中博水泥有限公司
- 乌苏上峰水泥有限公司
- 九江上峰水泥有限公司
- 浙江上峰房地产有限公司